# Papirus Oxyrhynchus 4
Papirus Oxyrhynchus 4 oznaczany jako P.Oxy.I 4 – fragment wczesnochrześcijańskiej pracy teologicznej napisanej w języku greckim. Papirus ten został odkryty przez Bernarda Grenfella i Arthura Hunta w 1897 roku w Oksyrynchos. Fragment jest datowany na początek IV wieku n.e. Przechowywany jest w bibliotece Uniwersytetu w Cambridge (P.Oxy.I 4). Tekst został opublikowany przez Grenfella i Hunta w 1898 roku.
Manuskrypt został napisany na papirusie w formie kodeksu. Rozmiary pierwotnej karty wynosiły 12,7 na 7,2 cm. Na stronie verso tekst jest pisany średniej wielkości literami uncialnymi. Na stronie recto tekst jest pisany kursywą. Nomina sacra są pisane w skróconej formie (ΘΣ). Tekst teologiczny ma charakter gnostycki i odnosi się do „górnej” i „dolnej” duszy.